# Andrena levigata
Andrena levigata är en biart som beskrevs av Laberge 1967. Andrena levigata ingår i släktet sandbin, och familjen grävbin. Inga underarter finns listade i Catalogue of Life.